# Chongming Dao
Chongming Dao (chinesisch 崇明島 / 崇明岛, Pinyin Chóngmíng Dǎo) ist mit 1.267 km² nach Hainan die zweitgrößte Insel der Volksrepublik China. Chongming Dao liegt an der Mündung des Jangtsekiangs in das Ostchinesische Meer. 
Chongming Dao befindet sich zum überwiegenden Teil innerhalb der Regierungsunmittelbaren Stadt Shanghai und ist Namensgeber für den Stadtbezirk Chongming, zu dem sie selbst auch gehört. Ein kleiner Teil der Nordküste der Insel, der bis zur Verbindung mit Chongming Dao die separate Insel Yonglongsha bildete, ist Teil des Stadtgebiets Nantongs in der Provinz Jiangsu.

## Entstehung und Entwicklung
Chongming Dao entstand erst Anfang der Tang-Dynastie (618–907) durch Ablagerung von angeschwemmtem Schlamm. Seitdem hat sich die Form der Insel mehrmals verändert, wobei sie immer größer wurde. Allein in den vergangenen 50 Jahren ist die Inselfläche von etwa 600 auf fast 1200 Quadratkilometer angewachsen.
Chongming ist der ländlichste Teil Shanghais. Die Insel besitzt fruchtbare Böden, Landwirtschaft, Viehzucht und Fischerei sind gut entwickelt. Seit dem Bau eines Tunnels, der die Insel mit dem Festland verbindet, kommen viele Leute zur Goldsuche auf die Insel. Gleichzeitig ist die Insel auch ein wichtiges Umsiedlungsgebiet für innerchinesische Migranten, die für den Bau des Drei-Schluchten-Dammes ihre Heimat verlassen mussten.

## Entwicklungsplan
Die Insel soll sich nach dem Willen der Regierung in Shanghai in Zukunft auf die Entwicklung des Tourismus konzentrieren. Der Plan, der die Entwicklung der Insel bis 2020 betrifft und 2005 von den britischen Planern Arup erstellt wurde, wird als eine weitere wichtige strategische Maßnahme nach der erfolgreichen Entwicklung Pudongs angesehen. Chongming Dao soll seine Waldfläche von 16 % auf 55 % im Jahr 2020 erhöhen und zu einer „umweltfreundlichen Insel“ werden. 
So sollte hier auch die erste Ökostadt Asiens im Gebiet Dongtan der Großgemeinde Chenjia entstehen. Das Projekt wurde jedoch verworfen.
In den Jahren vor 2024 wurden mehrere Windparks und Solarparks gebaut. Große Krabbenzucht-Teiche um das Dorf Chenjia wurden mit Solaranlagen überbaut.

## Verkehrsanbindung
Es verkehren diverse Fähren nach Shanghai. Seit Oktober 2009 ist die Insel auch über die Shanghai Changjiang Daqiao per Straßenverbindung erreichbar.